# 813 Baumeia
Baumeia (asteroide 813) é um asteroide da cintura principal com um diâmetro de 13,5 quilómetros, a 2,1653876 UA. Possui uma excentricidade de 0,0259536 e um período orbital de 1 210,67 dias (3,32 anos).
Baumeia tem uma velocidade orbital média de 19,97628641 km/s e uma inclinação de 6,29851º.
Esse asteroide foi descoberto em 28 de Novembro de 1915 por Max Wolf.